# Obidos (ソフトウェア)
ObidosはAmazon.comが独自のレンダリングエンジンに使っていた名前。http://www.amazon.com/exec/obidos/ASIN/0596515162のような自社の多くのサイトURLで使われていた。 Obidosは2006年8月31日の20:59:17 PDTをもってフェードアウトし、Gurupaエンジンに置き換えられた。 Amazonはその後551 Boren Ave N Seattle, WA 98109にある自社のビルにその名前を使用した。
Obidosはアマゾン川で最も速い地点の近くに点在するブラジルのObidosの町に因んで名付けられた。